# Serpentinita
La serpentinita es una roca metamórfica compuesta principalmente de serpentina. Las serpentinitas se forman cuando rocas ultramáficas son alteradas por  la circulación de agua hidrotermal en un proceso llamado serpentinización. Protolitos de la serpentinita pueden ser la dunita o la peridotita entre otros. La serpentinización es una proceso exotérmico donde se consume agua y se libera calor.